# Saint-Caradec
Saint-Caradec település Franciaországban, Côtes-d’Armor megyében. Lakosainak száma 1132 fő (2022. január 1.). Saint-Caradec Hémonstoir, Loudéac, Le Quillio, Saint-Connec, Saint-Thélo, Trévé és Guerlédan községekkel határos.

## Népesség
A település népessége az elmúlt években az alábbi módon változott:
| Lakosok száma | 1104 | 1091 | 1088 | 1199 | 1154 | 1121 | 1116 | 1119 | 1119 | 1132 |
|               | 1968 | 1982 | 1990 | 2006 | 2013 | 2015 | 2017 | 2019 | 2020 | 2022 |